# Inga Babakova
Inga Alvidasivna Butkus-Babakova (ukrajinsko Інга Альвідасівна Буткус-Бабакова), ukrajinska atletinja, * 26. junij 1967, Ašhabad, Sovjetska zveza.
Nastopila je na poletnih olimpijskih igrah v letih 1996, 2000 in 2004, leta 1996 je osvojila bronasto medaljo v skoku v višino. Na svetovnih prvenstvih je osvojila naslov prvakinje leta 1999 ter dve srebrni in bronasti medalji, na svetovnih dvoranskih prvenstvih pa srebrno in dve bronasti medalji.